# ماجدة سلطان
ماجدة سلطان، ممثلة بحرينية. بدايتها خلال التلفزيون عام 1980.

## أعمالها الفنية

### من المسلسلات
- السيف المفقود.
- البيت العود.
- حزاوي الدار.
- فرجان لول.
- الهارب.
- سرور.
- لعنة أمراة.
- نقش الحنه.
- عويشه.
- الداية.

### من المسرحيات
- البراحة.
- احنا عيالها.
- عنبر و11 سبتمبر - عروض الكويت.

### من الأفلام
- حكاية بحرينية.

## وصلات خارجية
- ماجدة سلطان على موقع قاعدة بيانات الأفلام العربية